# Autosticha
Autosticha é um gênero de traça pertencente à família Agonoxenidae.